# La figlia obbediente
La figlia obbediente è un'opera teatrale in prosa in tre atti di Carlo Goldoni scritta nel 1752 e messa in scena per la prima volta a Venezia durante l'autunno di quell'anno. La commedia, grazie alla sua leggiadria comica, riscontrò un notevole successo e fu replicata per più sere. L'azione presenta motivi di interesse specialmente nella cura con cui sono delineati i caratteri.

## Trama
Venezia. Rosaura ama, riamata, Florindo, figlio di un mercante livornese, ma il padre Pantalone la ha promessa in sposa al ricco conte Ottavio. Rosaura sacrificherà il suo amore al rispetto che deve al padre.

## Poetica
Per l'autore: "la grande occasione, in cui si può meglio conoscere l’obbedienza e la rassegnazione de' Figliuoli verso de' Genitori, è allora quando si tratta della elezione dello stato loro. Parecchie volte pur troppo accade, che da un Padre severo si violenti l’animo di una fanciulla; e in questo caso, quando ella è costretta a doverlo fare, anche a fronte della giustizia paterna, avrà sempre il merito della obbedienza".